# Carlos Sandoval
Carlos Rodolfo Sandoval Orrego (Quillota, Región de Valparaíso, Chile; 23 de enero de 1957) es un exfutbolista chileno. Jugaba como arquero y su primer equipo fue San Luis de Quillota, en el cual tiene el récord de 314 partidos jugados con aquella camiseta.

## Palmarés

### Títulos nacionales
| Título                     | Club     | País  | Año  |
| -------------------------- | -------- | ----- | ---- |
| Segunda División de Chile  | San Luis | Chile | 1980 |
| Polla Gol Segunda División | San Luis | Chile | 1980 |

- Datos: Q108202429